# 莱洛日索尔斯
莱洛日索尔斯（法語：Les Loges-Saulces，法語發音：[le lɔʒ sols]）是法国卡尔瓦多斯省的一个市镇，属于卡昂区。

## 地理
莱洛日索尔斯（48°51'56"N, 0°17'58"W）面积6.74 平方千米，位于法国诺曼底大区卡爾瓦多斯省，该省份为法国西北部沿海省份，北濒大西洋英吉利海峡，东北与滨海塞纳省以海上边界相接，东临厄尔省，南至奧恩省，西与芒什省接壤。
与莱洛日索尔斯接壤的市镇（或旧市镇、城区）包括：勒代特鲁瓦、富尔诺勒瓦勒、昂特河畔马蒂尼、皮埃尔蓬、拉皮利、巴佐什欧乌尔姆、梅尼勒万。

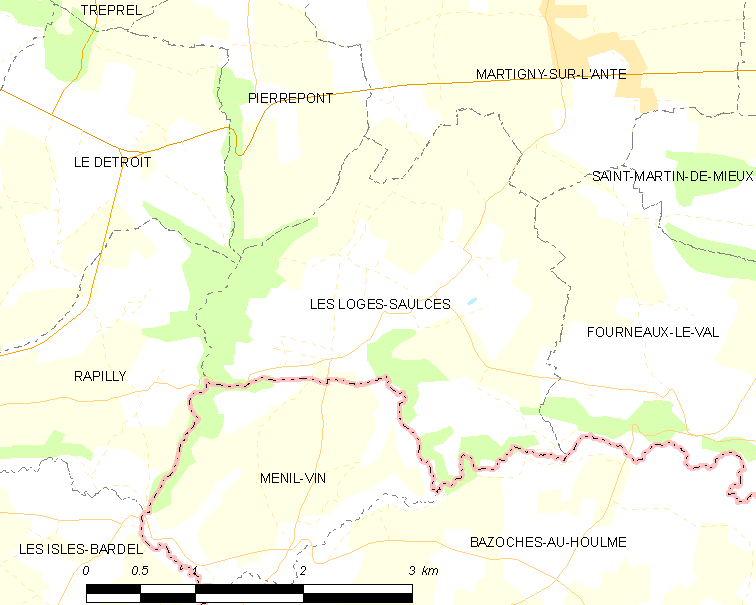
莱洛日索尔斯的OSM定位图

莱洛日索尔斯的时区为UTC+01:00、UTC+02:00（夏令时）。

## 行政
莱洛日索尔斯的邮政编码为14700，INSEE市镇编码为14375。

## 政治
莱洛日索尔斯所属的省级选区为法莱斯县。

## 人口

1962-2008年间莱洛日索尔斯人口变化图示

莱洛日索尔斯于2022年1月1日时的人口数量为160人。